# Joseph Marcadé
Pour les articles homonymes, voir Marcadé.
Joseph Jean Yves Marcadé, né le 23 novembre 1894 à Corseul, dans les Côtes du Nord, et mort à Marseille le 7 mai 1959, est un évêque catholique français, évêque de Laval de 1936 à 1938.

## Biographie

### Évêque
Accusé d'homosexualité, il doit démissionner « pour raisons de santé » et est nommé évêque titulaire de Bargala (de) le 10 juillet 1938.